# Зімбабве на Чемпіонаті світу з легкої атлетики 2017
Зімбабве на Чемпіонаті світу з легкої атлетики 2017, що проходив з 4 по 13 серпня 2017 року в Лондоні (Велика Британія) було представлено 5 спортсменами.

## Результати

### Чоловіки
Трекові і шосейні дисципліни
| Спортсмен        | Дисципліна | Фінал      | Фінал |
| Спортсмен        | Дисципліна | Результат  | Місце |
| ---------------- | ---------- | ---------- | ----- |
| Міллен Матенде   | Марафон    | 2:21.52 SB | 47    |
| Пардон Ндхлову   | Марафон    | 2:18.37 SB | 33    |
| Катберт Ньясанго | Марафон    | DNF        | –     |

### Жінки
Трекові і шосейні дисципліни
| Спортсмен         | Дисципліна | Фінал      | Фінал |
| Спортсмен         | Дисципліна | Результат  | Місце |
| ----------------- | ---------- | ---------- | ----- |
| Фортунале Чідзіво | Марафон    | 2:58.51 SB | 74    |
| Рутендо Ньяхора   | Марафон    | 2:42.53 SB | 47    |